# Istituto di genetica e biofisica
L'Istituto di genetica e biofisica Adriano Buzzati-Traverso (IGB) è un istituto di ricerca di Napoli, parte integrante del Consiglio nazionale delle ricerche.

## Storia
Fondato nel 1962 dal genetista Adriano Buzzati Traverso, con finanziamento dell'Euratom, del CNEN e del CNR, con il nome di Laboratorio internazionale di genetica e biofisica (poi Istituto internazionale di genetica e biofisica), è situato attualmente in via Pietro Castellino 111.
L'Istituto ha giocato un ruolo fondamentale in Italia, dove, nonostante una lunga tradizione di ricerca nel campo della genetica classica e applicata, in particolare in campo agricolo, le moderne conoscenze nel campo della genetica e della biologia molecolare tardavano a imporsi a causa di vincoli politici e finanziari in istituzioni accademiche restie ad accettare l'approccio "molecolare" dato alle scienze della vita.

## Direttori storici
Dal 1980 al 1984 l'istituto fu diretto da Francesco Blasi.